# Premios TVyNovelas (Colombia)
Los Premios TVyNovelas fueron el máximo galardón entregado por la revista TVyNovelas a los artistas favoritos del público de Colombia desde el año 1991 hasta el año 2018, cuando la crisis financiera que sufrió la Editorial Televisa obligó al cierre de la revista y de dichos Premios el 26 de enero de 2019.

## Premios por años
- 01º Premios TVyNovelas (1992)
- 02º Premios TVyNovelas (1993)
- 03º Premios TVyNovelas (1994)
- 04º Premios TVyNovelas (1995)
- 05º Premios TVyNovelas (1996)
- 06º Premios TVyNovelas (1997)
- 07º Premios TVyNovelas (1998)
- 08º Premios TVyNovelas (1999)
- 09º Premios TVyNovelas (2000)
- 10º Premios TVyNovelas (2001)
- 11º Premios TVyNovelas (2002)
- 12º Premios TVyNovelas (2003)
- 13º Premios TVyNovelas (2004)
- 14º Premios TVyNovelas (2005)
- 15º Premios TVyNovelas (2006)
- 16º Premios TVyNovelas (2007)
- 17º Premios TVyNovelas (2008)
- 18º Premios TVyNovelas (2009)
- 19º Premios TVyNovelas (2010)
- 20º Premios TVyNovelas (2011)
- 21º Premios TVyNovelas (2012)
- 22º Premios TVyNovelas (2013)
- 23º Premios TVyNovelas (2014)
- 24º Premios TVyNovelas (2015)
- 25º Premios TVyNovelas (2016)
- 26º Premios TVyNovelas (2017)
- 27º Premios TVyNovelas (2018)

Entre paréntesis se muestra el año en el que se presentaron las producciones y a las cuales se les premia así la ceremonia sea al año siguiente.

## Transmisión
- 1991 - 1998: Canal 1 y Canal A (producidos por RTI Televisión).
- 1999 - 2017: Canal RCN.
- 2018: E! (Latinoamérica).

## Premios por categorías
- Mejor telenovela.
- Mejor serie.
- Mejor producción nacional para el exterior.
- Mejor actriz protagónica de telenovela.
- Mejor actriz protagónica de serie.
- Mejor actor protagónico de telenovela.
- Mejor actor protagónico de serie.
- Mejor actriz antagónica de telenovela.
- Mejor actriz antagónica de serie.
- Mejor actor antagónico de telenovela.
- Mejor actor antagónico de serie.
- Mejor actriz de reparto de telenovela.
- Mejor actriz de reparto de serie.
- Mejor actor de reparto de telenovela.
- Mejor actor de reparto de serie.
- Mejor actriz/actor revelación.
- Mejor director.
- Mejor libretista.
- Mejor Reality o Concurso.
- Mejor tema musical.
- Mejor presentador/presentadora de entretenimiento.
- Mejor presentador/presentadora de noticias.
- Mejor presentador/presentadora de deportes.
- Mejor presentador/presentadora de programa regional.
- Mejor noticiero.
- Mejor programa periodístico.
- Mejor programa de variedades.
- Mejor programa humorístico.
- Mejor programa o canal regional.
- Mejor película.
- Mejor serie o comedia de canal internacional.
- Otros premios importantes.

## Cantidad de premios por producciones

### Telenovelas y series más premiadas
15 Galardones
- Francisco el Matemático

11 Galardones
- La viuda de Blanco
- Yo soy Betty, la fea
- Sin senos sí hay paraíso

10 Galardones
- Allá te espero
- La ley del corazón

9 Galardones
- Hasta que la plata nos separe
- El secretario
- Padres e hijos

8 Galardones
- Perro amor
- Diomedes, el Cacique de La Junta

7 Galardones
- María Madrugada
- El último matrimonio feliz
- El laberinto de Alicia

6 Galardones
- Café con aroma de mujer
- ¿Por qué diablos?
- Pedro el escamoso
- La saga, negocio de familia
- Juegos prohibidos

5 Galardones
- Sangre de lobos
- Eternamente Manuela
- Las Juanas
- Pura sangre
- Nuevo rico, nuevo pobre
- Chepe Fortuna
- Rafael Orozco, el ídolo
- Pasión de gavilanes

### Telenovelas que han ganado los 5 principales premios: Mejor telenovela, mejor actriz, mejor actor, director y libretista
- La viuda de Blanco
- Yo soy Betty, la fea
- La ley del corazón
- Juegos prohibidos
- Hasta que la plata nos separe
- El último matrimonio feliz
- El secretario
- Allá te espero
- La ley del corazón

### Series que han ganado los 5 principales premios: Mejor serie, mejor actriz, mejor actor, mejor director y mejor libretista
- La mujer del presidente

### Telenovelas que han ganado los principales premios: Mejor telenovela, mejor actriz y mejor actor
- Café con aroma de mujer
- La viuda de Blanco
- Yo soy Betty, la fea
- Juegos prohibidos
- Hasta que la plata nos separe
- El último matrimonio feliz
- El secretario
- Rafael Orozco, el ídolo
- Allá te espero
- El laberinto de Alicia
- Diomedes, el Cacique de La Junta
- La ley del corazón
- Sin senos sí hay paraíso

### Series que han ganado los principales premios: Mejor serie, mejor actriz y mejor actor
- La otra mitad del sol
- La mujer del presidente
- Francisco el Matemático
- Mentiras perfectas

### Nuevas versiones galardonadas como la mejor telenovela o serie
- Pasión de gavilanes, adaptación de la telenovela colombiana Las aguas mansas.
- Mujeres asesinas, adaptación de la serie argentina Mujeres asesinas.
- Amor en custodia, adaptación de la telenovela argentina Amor en custodia.
- A corazón abierto, adaptación de la serie estadounidense Grey's Anatomy.
- 3 milagros, adaptación de la serie colombiana Cuando quiero llorar no lloro.
- Mentiras perfectas, adaptación de la serie estadounidense Nip/Tuck.
- El laberinto de Alicia, adaptación de la telenovela chilena El laberinto de Alicia.

### Producciones biográficas galardonadas como la mejor telenovela o serie
- Escalona, basada en la vida del compositor de música vallenata Rafael Escalona.
- La Pola, basada en la vida de la heroína colombiana Policarpa Salavarrieta.
- Rafael Orozco, el ídolo, basada en la vida del Cantante de música vallenata Rafael Orozco Maestre.
- Pablo Escobar, el patrón del mal, basada en la vida del narcotraficante colombiano Pablo Escobar.
- La ronca de oro, basada en la vida de la cantante de música popular Helenita Vargas.
- Hermanitas Calle, basada en la vida de las cantantes de música popular Nelly Calle y Fabiola Calle, mejor conocidas como Las Hermanas Calle.
- Diomedes, el Cacique de La Junta, basada en la vida del cantante de música vallenata Diomedes Díaz.

### Producciones adaptadas de obras literarias galardonadas como la mejor telenovela o serie
- Cuando quiero llorar no lloro, basada en el libro Cuando quiero llorar no lloro de Miguel Otero Silva.
- Sin tetas no hay paraíso, basada en el libro Sin tetas no hay paraíso de Gustavo Bolívar.
- El cartel, basada en el libro El cartel de los sapos de Andrés López López.
- El Capo, basada en el libro El Capo de Gustavo Bolívar.
- Pablo Escobar, el patrón del mal, basada en el libro La parábola de Pablo de Alonso Salazar.

### Telenovelas que han sido las más ganadoras en su año, pero sin ganar mejor telenovela
- ¿Por qué diablos? (6 Galardones)
- Chepe Fortuna (5 Galardones)

### Series que han sido las más ganadoras en su año, pero sin ganar mejor serie
- El man es Germán (5 Galardones)
- El Capo 3 (5 Galardones)
- Lady, la vendedora de rosas (4 Galardones)

## Cantidad de premios por actores
| Actrices más Premiadas                                                  | Actrices más Premiadas | Actrices más Premiadas | Actrices más Premiadas | Actores más Premiados | Actores más Premiados | Actores más Premiados                           | Actores más Premiados |
| ----------------------------------------------------------------------- | --- | --- | --- | --------------------- | --------------------- | ----------------------------------------------- | --- |
| 4 Galardones                                                            | 3 Galardones | 3 Galardones | 3 Galardones | 7 Galardones          | 5 Galardones          | 4 Galardones                                    | 3 Galardones |
| - Cristina Umaña - Margalida Castro - Verónica Orozco - Vicky Hernández | - Alejandra Borrero - Ana Victoria Beltrán - Aura Cristina Geithner - Carolina Gómez - Catherine Siachoque - Gloria Gómez - Julieth Restrepo - Kathy Sáenz - Marcela Carvajal | - Alejandra Borrero - Ana Victoria Beltrán - Aura Cristina Geithner - Carolina Gómez - Catherine Siachoque - Gloria Gómez - Julieth Restrepo - Kathy Sáenz - Marcela Carvajal | - Alejandra Borrero - Ana Victoria Beltrán - Aura Cristina Geithner - Carolina Gómez - Catherine Siachoque - Gloria Gómez - Julieth Restrepo - Kathy Sáenz - Marcela Carvajal | Sebastián Martínez    | Robinson Díaz         | - Marlon Moreno - Rafael Novoa - Ramiro Meneses | - Álvaro Bayona - Carlos Benjumea - Carlos Muñoz - Jorge Enrique Abello - Jorge Cao - Luis Mesa - Miguel Varoni - Patrick Delmas - Víctor Mallarino |